# Can Cinto Feu
Can Cinto Feu és una masia de Teià (Maresme) protegida com a Bé Cultural d'Interès Local.

## Descripció
Mas entre mitgeres situat al nucli urbà de Teià. L'edifici consta de dos cossos. El cos de l'est és de planta baixa i un sol pis superior, amb una coberta de teula àrab a dos vessants amb el carener perpendicular a la façana. Aquest cos compta amb 4 obertures, dues a cada pis, i l'element més destacat és el portal d'arc de mig punt adovellat.
El cos de l'oest consta de planta baixa i dos pisos superiors, amb una coberta de teula àrab a dos vessants amb el carener paral·lel a la façana. Aquesta façana es divideix en dos eixos verticals amb tres obertures a cada un, una a cada pis. Aquestes obertures estan emmarcades en pedra i la de l'esquerra de la planta baixa és un portal obert d'arc escarser.
El parament és arrebossat i, principalment, l'edifici destaca pel gran rellotge de sol que es troba a l'espai entremig de les quatre finestres d'aquest cos. Aquest és de grans dimensions, molt colorit i adornat amb rocalla, angelets i un sol central.
A la part posterior hi ha un pati i la font d'en Cinto.

## Història
Antigament, era una masia aïllada, però amb l'augment de població va quedar tancada per les construccions d'ambdós costats.
Són els elements arquitectònics conservats els que ens permeten definir la construcció de l'edifici al segle XVII.
Al llibre Les Masies del Maresme se'l considera el rellotge de sol més espectacular de Catalunya. Tot i que va estar a punt de desaparèixer els primers anys del segle XXI, poc després va ser restaurat fins a aconseguir l'aspecte original.